# Нашушковица
Нашушковица (на сръбски: Нашушковица или Našuškovica) е село в Западните покрайнини, община Бабушница, Пиротски окръг, Сърбия. През 2002 година населението му е 295 души, докато през 1991 година е било 428 души. В селото живеят предимно българи.